# Seznam slezských šlechtických rodů, D
Tento seznam obsahuje výčet šlechtických rodů, které byly v minulosti spjaty s územím Slezska. Podmínkou uvedení je držba majetku, která byla v minulosti jedním z hlavních atributů šlechty, případně, zejména u šlechty novodobé, jejich služby ve státní správě na území Slezska či podnikatelské aktivity. Platí rovněž, že u šlechty, která nedržela konkrétní nemovitý majetek, jsou uvedeny celé rody, tj. rodiny, které na daném území žily alespoň po dvě generace, nejsou tudíž zahrnuti a počítáni za domácí šlechtu jednotlivci, kteří ve Slezsku vykonávali pouze určité funkce (politické, vojenské apod.) po přechodnou či krátkou dobu. Nejsou rovněž zahrnuti církevní hodnostáři z řad šlechty, kteří pocházeli ze šlechtických rodů z jiných zemí.

## D
- Děhylovští z Děhylova[1]
- Dětmarovští z Březovic[1]
- Divkovští[1]
- Dobešové z Olbramic[1]
- Dolečkové z Rogozníka[1]
- Donátové z Velké Polomi
- Doupovcové z Doupova
- Drahotušové z Benešova[2]
- Dvořákové[1]
- Dvořakové z Boru[3]